# شيبرد فيري
شيبرد فيري (بالإنجليزية: Shepard Fairey) (و. 1970 –  م) هو فنان، ومصمم، ومصمم جرافيك من الولايات المتحدة الأمريكية ولد في تشارلستون، كارولاينا الجنوبية.

## التعليم
تعلم في كلية رود أيلاند للتصميم.

## روابط خارجية
- شيبرد فيري على موقع IMDb (الإنجليزية)
- شيبرد فيري على موقع الموسوعة البريطانية (الإنجليزية)
- شيبرد فيري على موقع ألو سيني (الفرنسية)
- شيبرد فيري على موقع ميوزك برينز (الإنجليزية)
- شيبرد فيري على موقع أول موفي (الإنجليزية)
- شيبرد فيري على موقع قاعدة بيانات الأفلام السويدية (السويدية)
- شيبرد فيري على موقع إن إن دي بي (الإنجليزية)
- شيبرد فيري على موقع ديسكوغز (الإنجليزية)
- شيبرد فيري على موقع قاعدة بيانات الفيلم (الإنجليزية)
- شيبرد فيري على موقع كينوبويسك (الروسية)